# Bombardier CR4000
Bombardier CR4000 — модель на 76% з низькою підлогою із серії трамваїв Bombardier Flexity Swift, якими управляє Tramlink у Лондоні. 
Вони створені на основі і дуже схожі на «K4000», створений для використання на низькоплатформенних маршрутах мережі Кельнського штадтбану. 
Побудовані в 1998 — 2000 рр, трамваї введені в експлуатацію навесні 2000 року 

## Історія

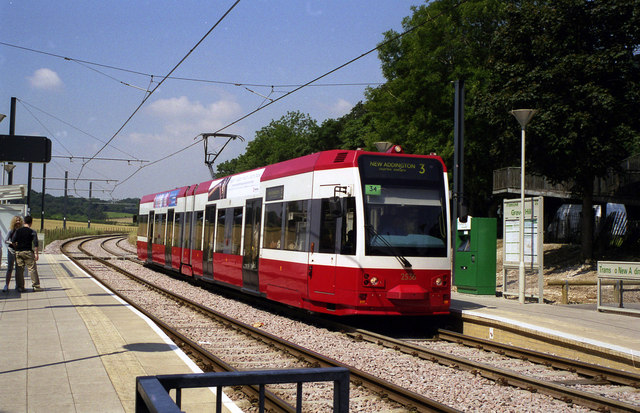
2530 в оригінальній лівреї на Гравел-гілл

24 трамваї були замовлені у Bombardier Transportation і побудовані на її заводі у Відні, Австрія, в 1998 — 2000 рр. 
Перший трамвай, 2530, був доставлений в депо Терапія-лейн 13 вересня 1998 року, а невдовзі почалися випробування. 
Хоча сполучення мало розпочатися у листопаді 1999 року, затримки в будівництві лінії привели до того, що перший трамвай почав працювати з пасажирами 10 травня 2000 року 

Трамваї пронумеровані від 2530 до 2553, наслідуючи найвищий номер трамваю в оригінальній системі нумерації лондонського транспорту, 2529, який було скасовано в 1952 році. 
Усі введені в експлуатацію у червоно-білих лівреях, за винятком 2550, який був пофарбований у ліврею FirstGroup. 

## Огляд
Трамваї — шестивісні двосекційні двосторонні вагони з чотирма дверима з кожного боку. 
Між зовнішніми дверима та кожним кінцем вагона є секція вищого рівня, доступ до якої здійснюється через сходинку та розташована над двома силовими візками вагона. 
Секція з низькою підлогою знаходиться на висоті 40 см над рівнем рейок і має нахил до 35 см у дверних отворах, висота, яка відповідає платформам на трамвайних зупинках, і кожен вагон має два місця для інвалідних візків. 
Трамваї мають довжину 30,1 м і ширину 2,65 м, 70 місць і загальна місткість трохи більше 200 пасажирів. 
Вони працюють від повітряного джерела живлення на 750В постійного струму і мають максимальну швидкість 80 км/год.